# Třída Ratcharit
Třída Ratcharit byla třída raketových člunů Thajského královského námořnictva. Tři jednotky této třídy byly pro Thajsko postaveny v Itálii. Thajské námořnictvo je provozovalo v letech 1979–2021.

## Stavba
Trojici útočných člunů této třídy postavila loděnice C.N. Breda v Benátkách. Do služby byly zařazeny v letech 1979–1980.
Jednotky třídy Ratcharit:
| Jméno                | Spuštěna          | Vstup do služby    | Status                 |
| -------------------- | ----------------- | ------------------ | ---------------------- |
| Ratcharit (FAC 321)  | 30. července 1978 | 10. srpna 1979     | Vyřazen 30. září 2021  |
| Wittayakom (FAC 322) | 2. září 1978      | 12. listopadu 1979 | vyřazena 1. října 2016 |
| Udomdet (FAC 323)    | 28. září 1978     | 21. února 1980     | vyřazena 1. října 2017 |

## Konstrukce
Hlavňovou výzbroj tvoří jeden dvouúčelový 76mm kanón OTO Melara Compact v dělové věži na přídi a jeden protiletadlový 40mm/70 kanón Bofors. Hlavní údernou výzbrojí člunů jsou čtyři protilodní střely MM.38 Exocet. Pohonný systém tvoří tři diesely MTU 20V 538 TB91, každý o výkonu 4 500 bhp, pohánějící tři lodní šrouby se stavitelnými lopatkami KaMeWa. Nejvyšší rychlost dosahuje 36 uzlů. Dosah je 2000 námořních mil při rychlosti 15 uzlů a autonomie 5 dnů.